# Kiel (Wisconsin)
Pour les articles homonymes, voir Kiel (homonymie).
Kiel est une ville américaine située dans les comtés de Calumet et de Manitowoc, au Wisconsin. Selon le recensement de 2010, sa population est de 3 738 habitants.